# Макоку
Мако́ку (англ. Makokou) — город в Габоне, административный центр провинции Огове-Ивиндо и департамента Ивендо.
Население города в 2004 году составляло 16 600 человек. Макоку расположен на средней высоте 308 м.
Город расположен возле реки Ивиндо и автодороги N4. Он вырос вокруг железорудного рудника вблизи национального парка Ивиндо.